# Paul Carié

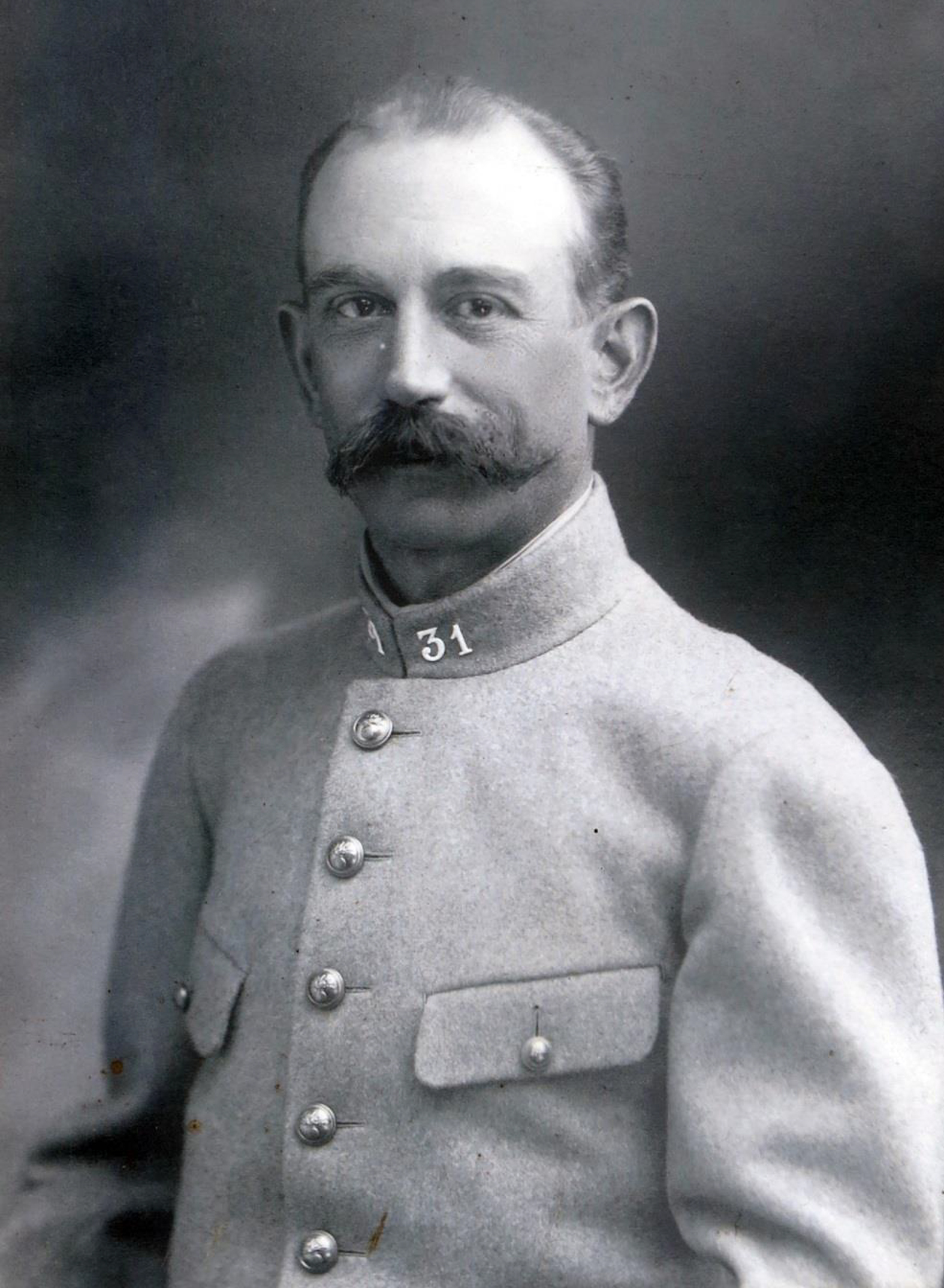
Paul Carié (circa 1914)

François Joseph Paul Carié (* 6. November 1876 in Mauritius; † 19. Dezember 1930 in Paris), allgemein als Paul Carié bekannt, war ein mauritischer Naturforscher und Industrieller französischer Herkunft.

## Leben
Carié gehörte einer alten französisch-mauritischen Familie an, die seit dem 18. Jahrhundert auf der Insel ansässig war. Nachdem er von seinem Onkel Thomy Thierry ein beträchtliches Vermögen (darunter sowohl Grundstücke auf Mauritius als auch Immobilien in Paris) geerbt hatte, war er zunächst als Plantagenbesitzer und Industrieller erfolgreich. Die Zuckerrohrverarbeitungsanlage, die er auf seinem Landgut Mon Désert betrieb, war zu jener Zeit eine der modernsten auf Mauritius. Neben seiner Tätigkeit als Naturforscher engagierte sich Paul Carié für die Rückgabe der britischen Kolonie Mauritius an Frankreich. Seine diesbezüglichen Aktivitäten begannen bereits vor dem Ersten Weltkrieg. Er wurde 1914 eingezogen und diente als Übersetzer in London und Paris. Nach dem Krieg hoffte Carié, dass die Verhandlungen, die 1919 zum Friedensvertrag von Versailles führten, eine Rückgabe von Mauritius an Frankreich beinhalten könnten, möglicherweise durch einen Gebietsaustausch mit Großbritannien, was jedoch nicht geschah. Mauritius blieb bis zu seiner Unabhängigkeit im Jahr 1968 eine britische Kolonie. Während des Krieges ging das Zuckerherstellungsgeschäft von Carié zurück, was letztendlich zum Verkauf führte. 1918 ließ er sich in Paris nieder, wo er seine wissenschaftliche Tätigkeit bis zu seinem Tod im Jahr 1930 fortsetzte.
Carié war als Naturforscher und Fossiliensammler auf den Maskarenen und auf anderen Inseln des Indischen Ozeans tätig. Sein besonderes Interesse galt der Entomologie und Ornithologie sowie der Einführung fremder Arten auf den Inseln des Indischen Ozeans. Er war Mitglied der Société zoologique de France, wo er 1923 als Präsident fungierte. 1914 wurde er Korrespondent des Muséum national d’histoire naturelle und 1918 assoziierter Forscher. Er war auch Generalsekretär der Société des Amis du Muséum d'Histoire Naturelle et du Jardin des Plantes. 1910 und erneut 1921 wurde er vom Muséum National und vom französischen Ministerium für öffentliche Unterweisung auf Forschungsreisen zu den Inseln des Indischen Ozeans geschickt. So sammelte er Tausende von Exemplaren, darunter lebende Vögel und Schildkröten, für den zoologischen Garten des Jardin des Plantes. Insgesamt entdeckte er 125 neue Arten auf den Maskarenen-Inseln, darunter die ausgestorbene Landlungenschneckenart Erepta thiriouxi und die ebenfalls ausgestorbene Mauritius-Wurmschlange (Madatyphlops cariei), die 1946 von Robert Hoffstetter beschrieben und nach Carié benannt wurde. Paul Carié publizierte jedoch relativ wenig über seine Entdeckungen und seine Sammlungen wurden hauptsächlich von anderen Wissenschaftlern, manchmal noch lange nach seinem Tod, studiert.
Als Carié das Plantagengrundstück Mon Désert erbte, wurde er auch Miteigentümer des Sumpfgebiets Mare aux Songes, der bedeutendsten subfossilen Wirbeltierfundstelle auf Mauritius. Mare aux Songes war in den 1860er Jahren bekannt geworden, als dort der Schullehrer George Clark subfossile Dodo-Knochen zu Tage förderte. Clarks Arbeit wurde zwei Jahrzehnte später von Théodore Sauzier fortgesetzt, der ebenfalls reichhaltige Überreste von Dodos und der dazugehörigen Fauna sammelte. Paul Carié führte dort von 1904 bis 1907 und erneut von 1910 bis 1913 Ausgrabungen durch. Auf diese Weise wurde eine große Menge an Skelettmaterial gesammelt, das Carié zum größten Teil dem Pariser Muséum national d’histoire naturelle schenkte. Zu Cariés wenigen Schriften zählt eine kritische Untersuchung von Leguatia gigantea, einer angeblich ausgestorbenen Vogelart aus Mauritius, die von 1858 von Hermann Schlegel beschrieben worden war. Schlegel hatte sich bei seiner Arbeit auf die Beschreibung eines großen Vogels – des sogenannten Géant – gestützt, den der französische Reisende François Leguat im 18. Jahrhundert auf Mauritius beobachtet hatte. Obwohl das Taxon Leguatia gigantea, das als Riesenralle beschrieben wurde, von verschiedenen Autoritäten über ausgestorbene Vögel akzeptiert worden war, darunter Walter Rothschild (1907), der in seinem Werk Extinct Birds eine fantasievolle Rekonstruktion davon veröffentlichte sowie von Anthonie Cornelis Oudemans (1917), zeigte Carié im Jahr 1930 schlüssig auf, dass der Bericht von Leguat aller Wahrscheinlichkeit nach auf einer falschen Identifizierung von Flamingos beruhte, die gelegentlich auf Mauritius zu sehen sind. Somit war der Beleg erbracht, dass Leguatia gigantea nie existiert hatte.